# Tub ple de gas

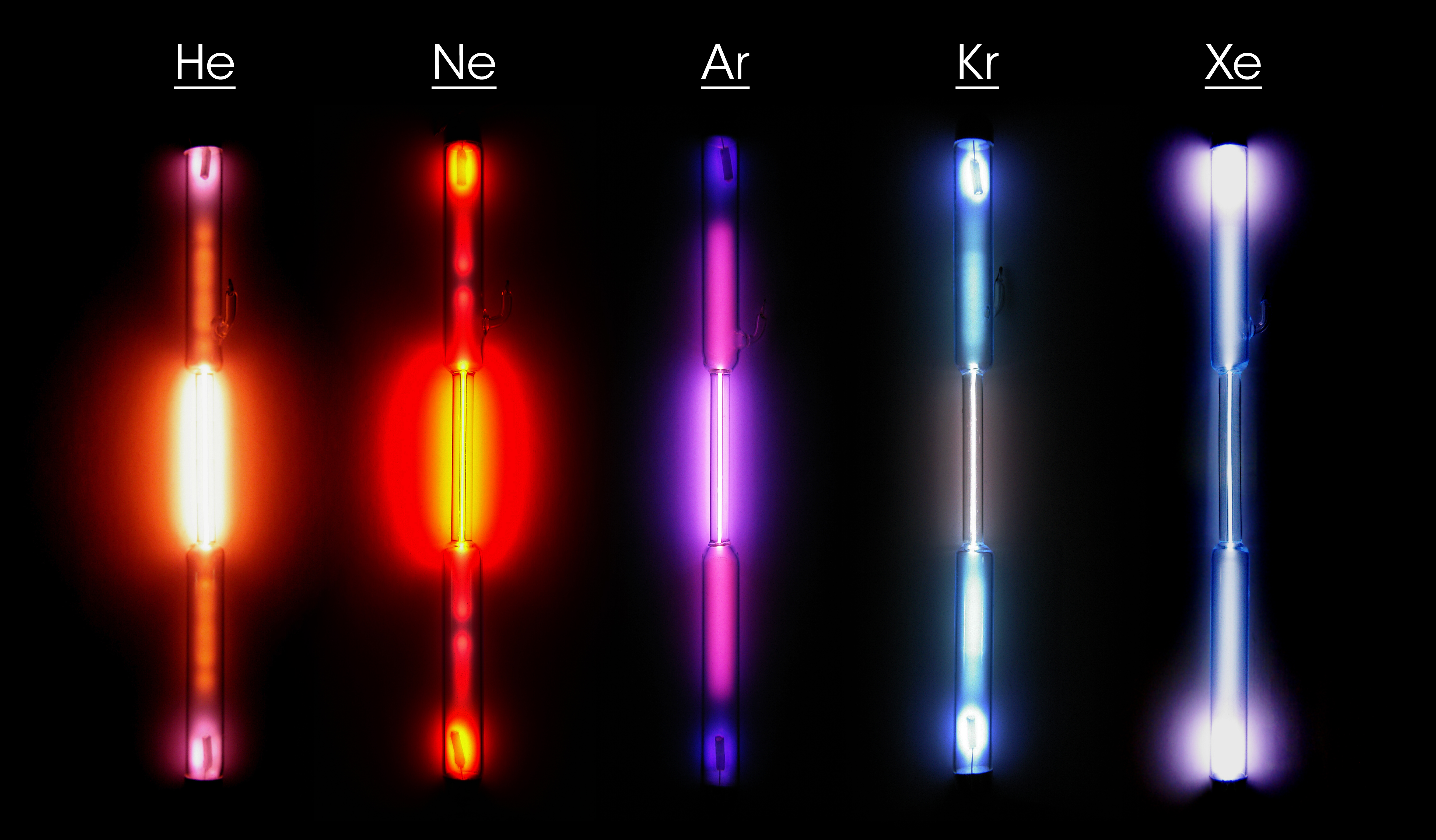
Tubs omplerts de gas amb els cinc gasos rars. D'esquerra a dreta heli, neó, argó, kriptó i xenó.

El tub ple de gas (en anglès: gas-filled tube o gas discharge tube) és un tipus de tub electrònic constituïts per elèctrodes envoltats per un gas, aquest conjunt es disposa dins un embolcall estanc i resistent a la temperatura. Si bé el tub és normalment de vidre, els tubs més potents utilitzen la ceràmica i en versions militars, de vegades, de vidre i metall.
Les característiques elèctriques d'aquests tubs estan substancialment influenciades per la pressió i composició del gas que contenen.
Operen ionitzant el gas que permet la conducció entre els elèctrodes. La seva funció desitjada pot ser, l'arc elèctric o la Descàrrega luminescent (glow discharge).
La pressió del gas pot estar entre 0,001 i 1.000 torr; però normalment es fan servir entre 1–10 torr.
Els gasos utilitzats són l'hidrogen, deuteri, gasos nobles, vapors de mercuri, de sodi, de sofre i de molts metalls més. També aire, nitrogen i halògens i altres

## Ús
En té molts entre ells destaquen: el tiratró, el VFD, el llum de neó, l'ús com interruptor i per l'enllumenat, els rètols de neó, les làmpades fluorescents i les compactes fluorescents així com les de vapor de mercuri, de descàrrega de sodi i les làmpades halògenes són tubs plens de gas per l'enllumenat.
També serveixen com captadors com en el cas del tub Geiger-Müller que es fa servir en el comptadors Geiger per detectar i mesurar la radiació ionitzant.
Els reactors per la fusió nuclear com el Farnsworth-Hirsch Fusor són similars als tubs plens de gas en el seu funcionament.